# Neauphle-le-Vieux
Neauphle-le-Vieux är en kommun i departementet Yvelines i regionen Île-de-France i norra Frankrike. Kommunen ligger i kantonen Montfort-l'Amaury som tillhör arrondissementet Rambouillet. År 2022 hade Neauphle-le-Vieux 924 invånare.

## Befolkningsutveckling
Antalet invånare i kommunen Neauphle-le-Vieux
| Referens: INSEE |